# Gudingau
Der Gudingau (auch Guddingo, Guddingen, Guttingau, Guottinga, Guddinge) ist eine mittelalterliche, vorwiegend vom 9. bis 12. Jahrhundert verwendete Bezeichnung für einen sächsischen Landstrich (Gau) im früheren Ostfalen, im heutigen südlichen Niedersachsen ungefähr zwischen Elze, Lauenstein, Duingen und Eldagsen. Der Name selbst ist möglicherweise vom Personennamen 'Gudo' abgeleitet.

## Geographie

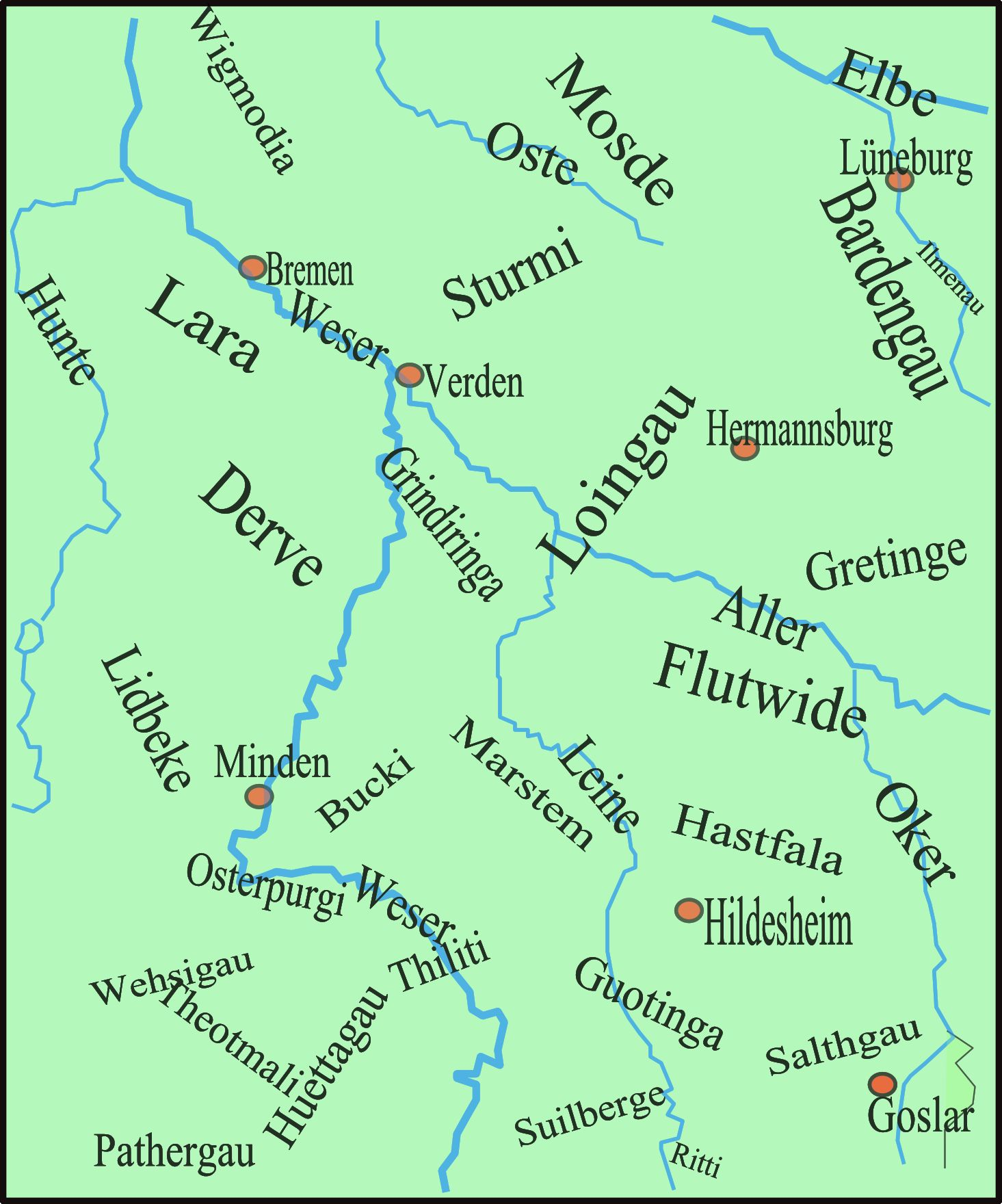
Gudingau (Guotinga) und die umgebenden Gaue im Stammesherzogtum Sachsen um 1000

Umgrenzt wurde der Gudingau im Osten von der Leine mit dem dahinter liegenden Gau Valothungo, rechts der Leine um Gronau gelegen. Im Südosten schloss sich der Gau Aringo um Rheden und dessen Hauptort Alfeld an, mit der Grenze entlang des Kammes vom Külf. Im Süden gehörten die Ortschaften entlang der Linie Hoyershausen – Duingen – Capellenhagen zum Gudingau. Den Südwestrand bildete der Untergau Wikanafeld mit dem einzigen Kirchort Eschershausen. Im Westen wird die Umgrenzung an den Kämmen des Ith zum Gau Tilihti und über Coppenbrügge, den Osterwald bis nach Springe weitergeführt. Die nördliche Umgrenzung hin zum Marstemgau wird von der Haller markiert, so dass sich der Gudingau bis über Eldagsen ausgedehnt hat.
Dieses Gebiet wird von der Saale durchflossen, die in der Nähe von Duingen entspringt und in Elze in die Leine einmündet. Der Königstuhl, die alte Dingstätte des Gudingo lag bei dem wüst gewordenen Dorf Gudingen zwischen Elze und Gronau. Der Gudingau umfasste also ungefähr die Gebiete der Archidiakonate Eldagsen, Elze, Oldendorf und Wallensen.

## Geschichte
Frühen Urkunden zufolge schenkte Kaiser Otto III. im Jahr 997 dem Kloster Essen im Rheinland die im Gudingau gelegenen Güter zu Hemmendorp (Hemmendorf), Ledi (wüst bei Gronau) und Bantanon (Banteln). Die Stiftungsurkunde des Hildesheimer Michaelisklosters vom 1. November 1022 von Bischof Bernward und deren Bestätigung durch Kaiser Heinrich II. vom 2. November 1022 nennt die folgenden Ortschaften im Gudingau: Middele (Mehle), Saalenhusen (wüst bei Hemmendorf) und Osithe (wüst bei Elze). In einer Urkunde von 1068 schenkte Heinrich IV. dem Hildesheimer Bistum die Grafschaftsrechte. Darin wird Wallensen (Walenhusen) als Archidiakonatssitz mit der Mutterkirche des Guddingo genannt, nebst dem Diakonatsbesitz (Duingen etc.) und den Ortschaften Densun (Dehnsen, wahrscheinlicher aber Deinsen) und Lübbrechtshausen (Lübbrechtsen).

## Grafen des Gudingau
Bis zum Jahre 1068 sind die Billunger die Grafen des Gudingau
- 997 Rüdeger
- 1013 Luidolf (* ~ 1003; † 23. April 1038), Kommitatsinhaber beim Gut Ledi (Lehde, nahe Gronau)
- bis 1068 Egbert I
- 1068 Egbert II verliert diesen und andere Gaue nach dem Tode seines Vaters. Erwerb der Grafschaftsrechte durch die Hildesheimer Diözese.